# FC Vlaardingen
Der FC Vlaardingen 74 war ein niederländischer Fußballverein aus Vlaardingen, der zwischen 1974 und 1981 existierte und zu dieser Zeit in der Eersten Divisie spielte.

## Geschichte
Der FC Vlaardingen entstand 1974 als Ausgliederung der Wettkampfmannschaft von Fortuna Vlaardingen, der als Amateurklub im unterklassigen Bereich den Spielbetrieb fortsetzte. Der Klub übernahm dessen Startplatz in der zweitklassigen Eersten Divisie und platzierte sich vornehmlich im mittleren und hinteren Tabellenbereich. In der Spielzeit 1976/77 erreichte die Mannschaft das beste Ergebnis der Vereinsgeschichte, als sie den neunten Platz belegte. Nach finanziellen Problemen rutschte der Klub ans Tabellenende, am Ende der Spielzeit 1980/81 zog er sich vom Spielbetrieb zurück und wurde aufgelöst.